# Blut
Blut è il terzo album in studio del gruppo musicale tedesco Atrocity, pubblicato nel 1994 dalla Massacre Records.

## Tracce
1. Trial – 4:17
2. Miss Directed – 3:38
3. In My Veins – 4:41
4. B.L.U.T. – 5:40
5. I'm in Darkness – 3:35
6. Calling the Rain – 5:38
7. Moon Struck – 5:26
8. Ever and Anon – 4:04
9. Begotten Son (of Wrath) – 5:32
10. Into the Maze – 1:29
11. Leichenfeier – 6:43
12. Goddess in Black – 4:17
13. Threnody (The Spirit Never Dies) – 4:29
14. Soul Embrace – 1:28
15. Land Beyond the Forest – 3:17

## Formazione
- Alexander Krull – voce
- Mathias Röderer – chitarra
- Richard Scharf – chitarra
- Markus Knapp – basso
- Michael Schwarz – batteria